# サンカーラ
仏教用語のサンカーラ（巴: Saṅkhāra）、サンスカーラ（梵: Saṃskāra）とはパーリ語およびサンスクリット語に由来し、一緒になったもの、纏めるものという意味合いである。伝統的に行（ぎょう）もしくは有為（うい）と訳される。
サンカーラには主に二つの意味がある。
一つ目の意味では、サンカーラは一般的に「条件づけられたものごと」「因縁によって起こる現象」、有為法をさす。諸行無常として説かれる。
二つ目の意味では、サンカーラは五蘊のひとつ行蘊（梵: Saṃskāra-Skanda）として業をさし、それらは縁起の原因とされる。心の中の「なにかをしたい」という衝動のことであり、その衝動はその直前の状態から生まれているのである。ある行動（karma, 業）を取ることで、その次の行動をしたいという欲求が自動的に現れるのである。

## 語源
サンスクリット語 Saṃskāra の語源は、Saṃ + kr （作る）である。

## 因縁によって起こるもの
最初の意味では、サンカーラは「因縁によって起こる現象（有為）」「できあがったもの、組み立てられたもの」「条件づけられたものごと」を指す。世界のすべての集合体 - 身体的・精神的な付随物、そしてすべての現象について、初期仏典は「因縁によって起こるもの」としている。それは木、雲、人間、思考、分子のいずれも対象で、さらに宇宙のあらゆる複合体を指すことができる。これらはすべてサンカーラである。
原因があって発生したものは、その条件が失われれば、もたらされた結果（姿・形など）も当然に失う。釈迦は、すべてのサンカーラは永続的ではないものとして（無常）、本質は存在しないと説いている。一切の現象は原因によって現れる、すなわち「偶然」「突然」「神による創造」などは否定される。
因縁による物事や性質は、それは単なる認識であり本質を持たないため、信頼できる喜びを提供してはくれず、無常である（諸行無常）。サンカーラの「条件付きのもの」といった文脈は、四諦および因果律の理論にしばしば登場し、それは人々の無常と無我についての無知・誤解（無明）が、いかに渇愛と輪廻につながるかを語っている。

Yaṃ saṃkhāre paṭicca uppajjati sukhaṃ somanassaṃ, ayaṃ saṃkhārānaṃ assādo,

ye saṃkhārā aniccā dukkhā viparināmadhammā, ayaṃ saṃkhārānaṃ ādinavo

サンカーラによって生ずる楽と喜。これがサンカーラの楽味である。

サンカーラが無常であり、苦であり、変易する性質であるということ。これがサンカーラの危難である。
—パーリ仏典, 相応部蘊相応 22-26 楽味経, Sri Lanka Tripitaka Project

Jighacchā paramā rogā, saṅkhāraparamā dukhā,

etaṃ ñatvā yathābhūtaṃ, Nibbānaṃ paramaṃ sukhaṃ.

飢えることは、最悪の病である。サンカーラは、最悪の苦しみである。

このことをあるがまま知る者にとって、涅槃は最高の幸福である。
—パーリ仏典,  ダンマパダ,203, Sri Lanka Tripitaka Project

## 行蘊
二つ目の意味合いでは、我々の身心を構成する五つの要素である五蘊（ごうん、色受想行識）の「行」（行蘊; 梵: Saṃskāra-Skanda）と、十二因縁（十二縁起）の第二支の「行」（行支）は、いずれも意識を生ずる「意志作用」「志向作用」である。
心の働きが一定の方向に作用していくこと、意志形成力のこと。善悪の一切の行為のこと。 何かをしたいという衝動のこと。例えば、桜を見て、その枝を切って瓶にさしたり、苗木を植えてみようと思い巡らすこと、が挙げられる。それは縁起支（paṭicca-samuppāda）の一部である。
釈迦はあらゆる行蘊は、無常および無我の状態にあると述べた。これについての無知（無明）が、行の発生に繋がり、最終的には苦につながるのである。

### 行蘊の種類
- 身行、口行、心行[24]。三業（身・口・意）に対応する[18]。
- 六思身[2]。六境（色・声・香・味・触・法）に対応する。

Katame ca bhikkhave saṅkhārā? Tayome bhikkhave, saṅkhārā: 

kāyasaṅkhāro vacīsaṅkhāro cittasaṅkhāro. Ime vuccanti bhikkhave, saṅkhārā.
比丘たちよ、サンカーラとは何か？　比丘たちよ、これら三つの行である。

身行（kāya-saṅkhārā）、語行（vacī-saṅkhārā）、心行（citta-saṅkhārā）。比丘たちよ、これらがサンカーラである。
—パーリ仏典, 相応部 12-2 分別経, Sri Lanka Tripitaka Project
三学に沿った解脱への道においては、 戒学により身口意の三業を清らかにする。

Katame ca bhikkhave, saṃkhārā: Chayime bhikkhave, cetanākāyā: 

rūpasañcetanā saddasañcetanā gandhasañcetanā rasasañcetanā phoṭṭhabbasañcetanā dhammasañcetanā, ime vuccanti bhikkhave, saṃkhārā. 

Phassasamudayā saṃkhārasamudayo, phassanirodhā saṃkhāranirodho, ayameva ariyo aṭṭhaṅgiko maggo saṃkhāranirodhagāminī paṭipadā:
比丘たちよ、サンカーラとは何か？　比丘たちよ、これら六つの思身（cetanākāyā）がある。

色思、声思、香思、味思、触思、法思。
比丘たちよ、これらがサンカーラといわれる。

触（phassa）の生起によってサンカーラの生起があり、触の滅尽によってサンカーラの滅尽がある。

（それゆえに）八聖道は、サンカーラの滅尽にゆく道である。
—パーリ仏典, 相応部蘊相応,取転経(Upādāna parivatta suttaṃ), Sri Lanka Tripitaka Project
阿毘達磨倶舎論第一巻では「色受想識を除いて、余りの一切の行を名づけで行蘊となす」と記載される。

## 様々な解釈
スリランカの仏教哲学者、ディヴィッド・カルパハナによれば、サンカーラは全ての精神的傾向を指すことが多い。カルパハナは、釈迦はサンカーラを完全に排除するのではなく、清浄する必要性を強調したとする。

カルパハナは、サンカーラとは個人の物の見方を決定するものであるから、「サンカーラの除去は認識論上の自殺である」と述べている。「人格の発達が、完全性(perfection)に向かうか不完全性(imperfection)に向かうかは、己のサンカーラによる」と述べている。。また、カルパハナは「サンカーラの重要性を認識することは、釈迦をして、世界についての究極の客観的視点を定式化することを企てることから妨げた」と述べている。
また、『大般涅槃経』は以下のように記している。

そこで尊師は、チャーパーラ霊樹のもとに念じて、よく気をつけて寿命の素因（潜勢力）を捨て去られた。尊師が寿命の素因を捨て去られたときに、大地震が起こった。人々を驚怖させ、身の毛をよだたせ、神々の天鼓は破裂した。そこで尊師は、その意義を知って、そのときこの感興のことばを発せられた。――
「量られ、また量られない（身の成立する）もとである〈生存の素因〉を、聖者は捨て去られた。
みずから内心に楽しみ、精神統一をして、殻のような自己の成り立つもとを破壊した」と。